# Saint-Jean-de-Marsacq
Saint-Jean-de-Marsacq (okzitanisch: Sent Joan de Marsac) ist eine französische Gemeinde mit 1.810 Einwohnern (Stand: 1. Januar 2022) im Département Landes in der Region Nouvelle-Aquitaine. Sie gehört zum Arrondissement Dax und zum Kanton Pays Tyrossais. Die Einwohner werden Saint-Jeannais(es) genannt.

## Geographie
Saint-Jean-de-Marsacq liegt etwa 17 Kilometer westsüdwestlich von Dax. Der Adour begrenzt die Gemeinde im Osten. Umgeben wird Saint-Jean-de-Marsacq von den Nachbargemeinden Saint-Vincent-de-Tyrosse im Norden und Nordwesten, Josse im Norden und Nordosten, Pey im Osten, Saint-Étienne-d’Orthe im Südosten, Saint-Martin-de-Hinx im Süden sowie Saubrigues im Westen.

## Bevölkerungsentwicklung
| Jahr      | 1962 | 1968 | 1975 | 1982 | 1990 | 1999 | 2006 | 2018 |
| Einwohner | 803  | 732  | 688  | 782  | 793  | 894  | 1199 | 1675 |

## Sehenswürdigkeiten
- Kirche Saint-Jean-Baptiste aus dem 16. Jahrhundert

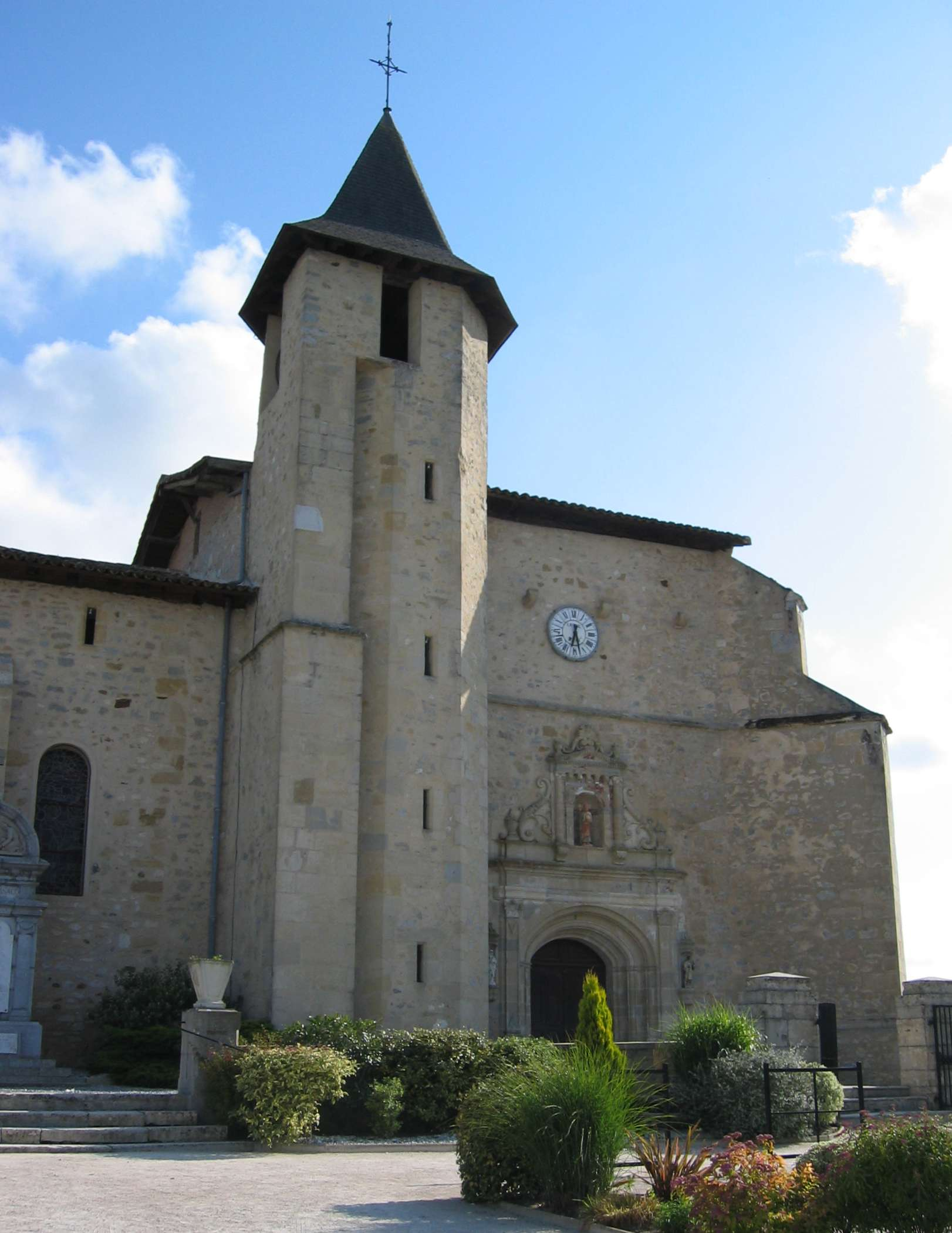
Kirche Saint-Jean-Baptiste